# 산 미겔 코퍼레이션

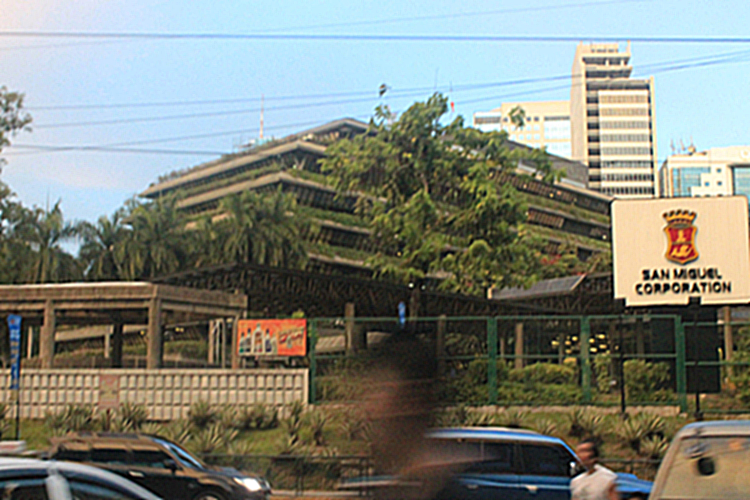

산 미겔 코퍼레이션(영어: San Miguel Corporation)은 필리핀의 기업이다.